# Gocheok Sky Dome
Il Gocheok Sky Dome (고척스카이돔?, 高尺----?, Gocheok seuka-i domLR) è uno stadio coperto per il baseball che si trova a Seul, in Corea del Sud. È l'impianto principale del club Kiwoom Heroes della lega KBO.
L'impianto ha aperto il 15 settembre 2015 per sostituire lo stadio di baseball Dongdaemun; viene utilizzato prevalentemente per le partite di questo sport, per le quali ha una capacità di 16.813 spettatori, ma anche come sede per concerti fino a 25.000 presenze.
Nel 2017, il Gocheok Sky Dome ha ospitato il primo round del World Baseball Classic, mentre nel 2019 il round d'apertura del girone C del WBSC Premier12. Tra gli eventi musicali che si sono svolti nella struttura figurano i KBS Gayo Daechukje 2015, i Melon Music Award dal 2016 al 2019, gli SBS Gayo Daejeon dal 2017 al 2019, e i Golden Disc Award 2019 e 2020.